# Tilopa
Tilopa (tibetisch ti lo pa; * 988; † 1069) war der bedeutendste indische Vorvater der Kagyü-Linie des tibetischen Buddhismus. Er wurde vermutlich in Cittagong als Sohn einer Brahmanen-Familie geboren.

## Biographie
Tilopa studierte bereits früh buddhistische Texte und meisterte sie.
Er arbeitete, nachdem er das Kloster verlassen hatte und viele Jahre meditiert hatte, nachts als Gehilfe einer Dakini und tagsüber als Sesamstampfer auf einem Markt in Ostindien. Von dieser Tätigkeit erhielt er auch seinen Namen: Til bedeutet „Sesamsamen“ in Sanskrit.
Als sein Hauptlehrer gilt der Freudenzustand des Buddha Dorje Chang. Von ihm erhielt er in der Meditation direkt die Übertragungen des buddhistischen Tantra.
Da dies für seine Schüler schwer nachvollziehbar war, zog er in Indien herum und sammelte nochmals alle Übertragungen von den alten Mahasiddha-Linien.
Tilopa erhielt die Übertragungen von vier Lehrern aus verschiedenen Himmelsrichtungen.

## Die vier Ströme von mündlichen Anweisungen
In Übereinstimmung mit Jonang Taranatha sind Tilopa folgende Lehren übertragen worden:
- Osten:

Buddha Shakyamuni – Indra Bhodi – Visukapala – Saraha – Nagarjuna – Tilopa.
Das Tantra hier ist das Guhyasamaja-Tantra (Sangwa Düpa), und übertragen wurde die Übung des Illusionskörpers und des Klaren Lichtes.
- Norden:

Shakyamuni – Indrabodhi – Sumati – Tanglopa – Schinglopa – Kanaripa – Dzalendaripa – Krishnacharia (oder Chariapa) – Tilopa. Tantra: Mahamaya-Tantra und Vajracaturpita-Tantra, Übung: Innere Hitze (Tummo) und Phowa
- Westen:

Shakyamuni – Indrabodhi – Drombipa – Vinasa – Lawapa – Tilopa. Tantra: Hevajra, Übung: Traumyoga
- Süden:

Shakyamuni – Ratnamati (Manjushri) – Sukhanata (Liebevolle Augen) – Saraha – Luipa – Tengipa – Darikapa – Sukhasiddhi (oder Sukhadhari und Gantapara) – Tilopa. Tantra: Chakrasamvara-Tantra, Übung: Innere Hitze und Bardo
Marpa ordnet in seiner Lebensgeschichte über Tilopa die Tantras und die Übungen etwas anders zu: Demnach erhielt Tilopa von Nagarjuna die Praxis des Illusionskörpers und die Praxen des Phowa und des Bardo, von Caryapa das Traumyoga, von Lavapa das Klare Licht und von der Dakini Kalpabhadra die Praxis der Inneren Hitze.
Tilopa wird als Verwirklicher mit Knochenornamenten und mit einem Fisch in der Hand dargestellt. Der Fisch ist auf seine Begegnung mit Naropa zurückzuführen, bei der er Fische fing und sie in der Pfanne briet, um das Vertrauen Naropas zu testen.

## Schüler
Hauptschüler Tilopas wurde Naropa, der die Übertragungen wiederum an seinen Hauptschüler Marpa weitergab.
Naropa formte die Übertragungen zu den „Sechs Lehren Naropas“. Sie bilden den „Weg der Methode“ der Kagyü-Linie und sind bis heute neben dem „Weg der Einsicht“ (von Maitripa an Marpa) der Hauptbestandteil der Kagyü-Schule. Die „Meditation auf den Lehrer“ (Guru-Yoga) ist die Essenz des „Weges der Methode“ und des „Weges der Einsicht“. Alle führen sie zum Erleben der Mahamudra (Großes Siegel bzw. Großes Symbol).